# Municipio de Green (condado de Hickory)
El municipio de Green (en inglés: Green Township) es un municipio ubicado en el condado de Hickory en el estado estadounidense de Misuri. En el año 2010 tenía una población de 2384 habitantes y una densidad poblacional de 17,52 personas por km².

## Geografía
El municipio de Green se encuentra ubicado en las coordenadas 37°50′53″N 93°16′1″O / 37.84806, -93.26694. Según la Oficina del Censo de los Estados Unidos, el municipio tiene una superficie total de 136.11 km², de la cual 126 km² corresponden a tierra firme y (7,43 %) 10,11 km² es agua.

## Demografía
Según el censo de 2010, había 2384 personas residiendo en el municipio de Green. La densidad de población era de 17,52 hab./km². De los 2384 habitantes, el municipio de Green estaba compuesto por el 97,23 % blancos, el 0,84 % eran amerindios, el 0,21 % eran asiáticos, el 0,08 % eran de otras razas y el 1,64 % eran de una mezcla de razas. Del total de la población el 0,71 % eran hispanos o latinos de cualquier raza.